# Роберта Анастасе
Роберта Алма Анастасе (рум. Roberta Alma Anastase; нар. 27 березня 1976, Плоєшті) — румунський політик. Спікер Палати депутатів Парламенту Румунії з 19 грудня 2008 до 3 липня 2012 року.

## Біографія
Народилася 27 березня 1976 року. У 1994 році здобула титул Міс Румунія на національному конкурсі краси.
У 1998 році закінчила Бухарестський університет, за фахом соціолог.
Працювала директором фірми у сфері PR, була радником міністра транспорту. Працювала радником в парламенті Румунії. Вона також представила Румунію на конкурсі краси Міс Всесвіт 1996 року. З 2001 року була віцепрезидентом Румунської ради молоді.
З 1 січня 2007 року отримала мандат депутата Європейського парламенту, в зв'язку зі вступом Румунії до Євросоюзу.
У Європейському парламенті засідала в групі ЄНП-ЄД, Комісії у закордонних справах, а також підкомісії з Безпеки та оборони (як її віце-головуюча).
У 2008 році під час парламентських виборів у Румунії, була обрана до Палати депутатів від Демократичної ліберальної партії. Потім очолила нижню палату румунського парламенту.